# Portada/efemèride setembre 8
« 7 de setembre · 8 de setembre · 9 de setembre »